# 全国公益法人協会
全国公益法人協会は（ぜんこくこうえきほうじんきょうかい）は、株式会社全国非営利法人協会が運営する公益法人の中間支援組織、出版社。
財団法人・社団法人向けの実務専門誌『月刊公益』を月に2回発行するほか、公益法人関連書籍を多数出版している。公益法人、一般社団・財団法人が公益活動に専念できるよう、会計、税務、ガバナンス、労務管理の分野で総合的なサポートを提供し、公益活動の活発な社会の実現を目指している。

## 沿革
- 1967年3月 - 深町辰次郎により全国公益法人協会（当時、株式会社日本税務経理協会）を設立[1]。同年、 『旬刊税経』を創刊[2]。
- 1972年 - 『月刊公益法人』を創刊[3]。
- 1978年 - 公益法人会計に関する資格試験「公益法人会計技能熟練者検定試験」第1回を開催[4]。
- 全国公益法人協会編集局長（当時）の川崎貴嗣を中心として公益法人研究学会（現在の公益社団法人非営利法人研究学会）を設立[5]。
- 1998年 - 月刊誌『非営利法人』を創刊[6]。
- 2009年 - 「公益法人会計技能熟練者検定試験」を改め「公益法人会計検定試験」に名称を変更。公益法人会計検定試験３級（委員長：松葉邦敏成蹊大学名誉教授）を実施[4]。
- 2011年 - 月刊誌『月刊公益法人』・『非営利法人』を統合させ、新たに月2回発行の『公益・一般法人』として創刊[7]。
- 2019年 - 公益法人会計検定試験2級（委員長：藤井秀樹京都大学教授）を実施[4]。
- 2022年 - 『公益・一般法人』編集委員会の委員長に出口正之氏（内閣府公益認定等委員会元常勤委員、大阪府公益認定等委員会元委員長、政府税制調査会元特別委員、国立民族学博物館名誉教授・特定教授、総合研究大学院大学・名誉教授）が就任[8]。
- 2025年 - 専門誌『公益・一般法人』の誌名を『月刊公益』に変更。

## 発行雑誌
- 『月刊公益』[9]。
- 『公益・一般法人』[10]。
- 『月刊公益法人』[11]。
- 『非営利法人』[12]。

## 主な発行書籍
- 全国公益法人協会書籍編集部『３段対照式：公益法人3法【令和7年版】一般社団・財団法人法　公益認定法・整備法 ガイドライン』
- 熊谷則一、清水謙一『一般社団法人 一般財団法人の実務 : 設立・運営・税務から公益認定まで 新訂2版』。[13]。
- 伊藤文秀『公益法人・一般法人の登記 : 社団法人・財団法人の手続き 完全ガイド 新訂2版』。[14]。
- 上仲孝明『公益法人設立ガイドブック : 公益認定までの最短ルート』。[15]。
- 全国公益法人協会書籍編集部『公益法人認定法 : 3段対照式 令和6年改正版』[16]。
- 熊谷則一、清水謙一『一般社団法人 一般財団法人の実務 : 設立・運営・税務から公益認定まで 新訂版 第8版』[17]。
- 山下雄次『チャットでわかる社団・財団の経理・総務の仕事』[18]。
- 熊谷則一『一般社団法人・公益社団法人の社員総会Q&A 新訂版』[19]。
- 梅津亮子『非営利組織のマネジメント・コントロール : 予算行動に関する実態調査』[20]。
- 遠島隆行『書いて身につく公益法人会計「解説&問題集」 : 公益法人会計検定試験3級対策 4訂版』[21]。
- 金子良太『公益法人会計の教科書 : 中級 : 公益法人会計検定試験2級対策 第2版』[22]。
- 伊藤文秀『公益法人・一般法人の登記 : 社団法人・財団法人の手続き 完全ガイド 新訂版 第3版』[23]。
- 非営利法人研究学会『非営利用語辞典』[24]。
- 渋谷幸夫『社団法人・財団法人理事会Q&A精選100 : 令和3年一般法人法改正に対応 新訂版 第4版』[25]。
- 全国公益法人協会書籍編集部『公益法人及び一般法人小六法 : 3段対照式 令和3年版』[26]。
- 熊谷則一『逐条解説一般社団・財団法人法 第2版』[27]
- 茂木高次『Web・メール対応!!公益・一般法人のらくらく運営実務 : 理事会・社員総会・評議員会の手続』[28]
- 渋谷幸夫『公益法人一般法人の機関と運営 上巻 増補2訂版 第6版』[29]
- 渋谷幸夫『公益法人一般法人の機関と運営 下巻 増補2訂版 第6版 』[30]
- 渋谷幸夫『内閣府モデル定款から読み解く公益・一般法人の法人運営手続 社団編』[31]
- 熊谷則一『逐条解説一般社団・財団法人法』[32]
- 渋谷幸夫『公益法人一般法人の理事・監事・会計監査人になったらまず初めに読む本Q&A 100 改訂版』[33]
- 非営利法人研究学会一般法人会計研究委員会『一般社団・財団法人が公益法人会計基準を適用する場合の諸課題とその解決策の検討』[34]
- 渋谷幸夫『内閣府モデル定款から読み解く公益・一般法人の法人運営手続 財団編下巻』[35]
- 渋谷幸夫『内閣府モデル定款から読み解く公益・一般法人の法人運営手続 財団編上巻』[36]
- 渋谷幸夫『一般社団・財団法人 公益社団・財団法人の理事会Q&A精選100 増補2訂版』[37]
- 出口正之『公益認定の判断基準と実務』[38]
- 渋谷幸夫『公益・一般法人の法人運営Q&A実践編115』[39]
- 堀田和宏『非営利組織理事会の運営 : その向上を求めて』[40]
- 亀岡保夫『公益・一般法人のモデル会計処理規程』[41]
- 渋谷幸夫『公益社団法人・公益財団法人, 一般社団法人・一般財団法人の機関と運営 増補改訂版』[42]
- 非営利法人研究学会会計研究委員会『非営利組織会計の研究 : 最終報告書』[43]
- 渋谷幸夫『公益法人一般法人の理事・監事・会計監査人になったらまず初めに読む本Q&A 100 』[44]
- 武田昌輔 監修, 上松公雄『公益法人一般法人税務六法 : 四段対照式 国税・地方税法編』[45]
- 渋谷幸夫『定款の逐条解説 : 内閣府モデル定款準拠 公益財団法人・一般財団法人編』[46]
- 渋谷幸夫『定款の逐条解説 : 内閣府モデル定款準拠 公益社団法人・一般社団法人編』[47]
- 村山秀幸『最も詳しい公益認定・一般認可申請書の書き方 : 別表作成の計算実務 : 完全版 』[48]
- 江田寛『公益法人会計基準の解説 平成20年基準版』[49]
- 熊谷則一『一般財団法人公益財団法人の評議員会Q&A』[50]
- 熊谷則一『一般社団法人公益社団法人の社員総会Q&A』[51]
- 全国公益法人協会編集局『新公益法人制度小六法 平成22年版』[52]
- 石崎忠司, 成道秀雄, 松葉邦敏『非営利組織の財源調達』[53]
- 遠島敏行『公益社団・財団法人・一般社団・財団法人簿記入門 』[54]
- 塩井勝, 菊地亮『新公益法人移行準備の最新手引 : 公益認定に必須のFAQ・内閣府版定款案対応 新訂版』[55]
- 全国公益法人協会編集局『新公益法人制度小六法 平成21年版』[56]
- 渋谷幸夫『公益社団法人・公益財団法人・一般社団法人・一般財団法人の機関と運営』[57]
- 小宮徹『歴史ドラマの主役たち : 時空を超えた光芒の果て』[58]
- 塩井勝, 菊地亮『新公益法人移行準備の最新手引 : 政省令を織り込んだ公益認定の完全対策』[59]
- 全国公益法人協会編集局『公益法人制度改革3法と施行令・施行規則 : 分かりやすい3段対照 』[60]
- 遠島敏行『公益法人簿記入門 : 新会計基準対応 』[61]
- 全国公益法人協会『公益法人制度改革3法 : 一般社団・財団法人法,公益法人認定法,関係法律整備法(抄),衆参両院附帯決議』[62]
- 渋谷幸夫『寄附行為の逐条解説 : 学説、判例、行政実例、指導監督基準等に基づく財団法人管理運営のための実務の手引 改訂版 』[63]
- 渋谷幸夫『寄附行為の逐条解説 : 学説、判例、行政実例、指導監督基準等に基づく財団法人管理運営のための実務の手引 第3版』[64]
- 渋谷幸夫『定款の逐条解説 : 学説、判例、行政実例、指導監督基準等に基づく社団法人管理運営のための実務の手引 』[65]
- 渋谷幸夫『寄附行為の逐条解説 : 学説、判例、行政実例、指導監督基準等に基づく財団法人管理運営のための実務の手引 』[66]
- 服部信男『公益法人とその監査 : 監査を受け入れるための予備知識』[67]
- 渋谷幸夫『公益法人の機関と運営 増補改訂版』[68]
- 守永誠治『公益法人会計精説 新訂版』[69]
- 遠島敏行, 水野智之, 伊藤智香『書いて学ぶ社会福祉法人簿記ワークブック』[70]
- 武田昌輔『詳解公益法人課税 新訂版』[71]
- 渋谷幸夫『公益法人の機関と運営 』[72]
- 遠島敏行『書いて学ぶ公益法人簿記ワークブック 』[73]
- 遠島敏行『社団法人・財団法人の決算実務』[74]
- 服部信男『公益法人会計入門 : 公益法人会計基準を正しく理解するために 』[75]
- 武田昌輔『詳解公益法人課税 』[76]
- (財) 運輸経済研究センター公益法人研究委員会『わかりやすい公益法人会計 基礎編』[77]
- (財) 運輸経済研究センター公益法人研究委員会『わかりやすい公益法人会計 応用編 』[78]
- 全国公益法人協会『消費税法規・通達集と実務要覧 : 四段対照 公益法人版』[79]
- 上原卯郎『新会計処理規程集 増補版』[80]
- 守永誠治『公益法人会計精説 改訂版』[81]
- 服部信男『公益法人会計入門 : 公益法人会計基準を正しく理解するために 』[82]
- 上原卯郎『新会計処理規程集 』[83]
- 前川幸上『公益法人質疑応答集』[84]
- 守永誠治『公益法人会計精説』[85]
- 上原卯郎『会計処理規程集』[86]